# فردریک استیپ

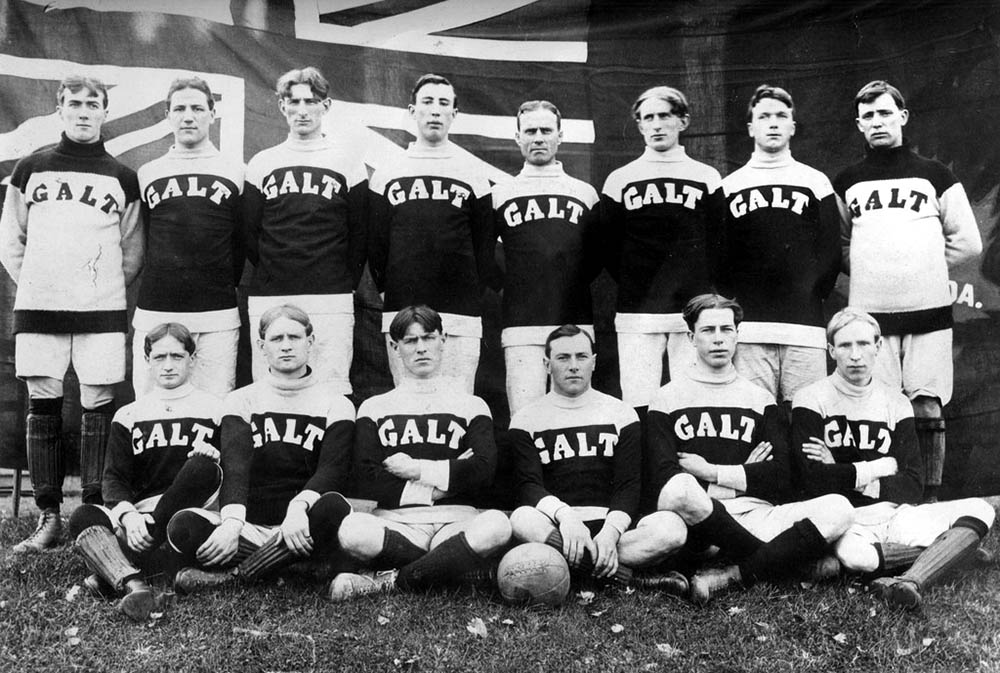
تیم فوتبال گالت در المپیک تابستانی ۱۹۰۴

فردریک استیپ (انگلیسی: Frederick Steep; ۲۰ دسامبر ۱۸۷۴ – ۱۴ سپتامبر ۱۹۵۶) بازیکن فوتبال اهل کانادا بود.
وی به‌همراه باشگاه فوتبال گالت به قهرمانی بازی‌های المپیک تابستانی ۱۹۰۴ دست پیدا کرده‌است.